# オリンピック体操競技場
オリンピック体操競技場、別名KSPO DOMEは、大韓民国・ソウル特別市のオリンピック公園に所在する多目的アリーナ。
1988年ソウルオリンピック及び86年アジア大会に向けて建設。収容は15000人で韓国最大。なお韓国国内には他に家庭連合所有の清心平和ワールドセンターがこれを上回る16000人収容であるが、こちらは家庭連合の行事が中心であり、こちらがドームを除くコンサートやスポーツとして最大規模となっている。なおカカオは2027年にソウルアリーナが建設中で完成すれば18000名収容となる